# Amphiarthrose
Eine Amphiarthrose (v. griech. amphi – „um“, „herum“ und arthros – „Gelenk“) oder straffes Gelenk ist eine Diarthrose („echtes Gelenk“) mit durch straffe Bänder eingeschränkter Beweglichkeit. Im Röntgenbild ist der Gelenkspalt zu erkennen. Die Gelenkflächen sind, wie bei anderen Diarthrosen auch, meist von hyalinem Knorpel überzogen. Der Bewegungsumfang einer Amphiarthrose ist relativ gering.
Ein Beispiel ist das Kreuz-Darmbeingelenk (Articulatio sacroiliaca), sprich die Verbindung zwischen dem Becken, speziell dem Darmbein (Os ilium), und der Wirbelsäule, speziell dem Kreuzbein (Os sacrum). Auch das proximale Gelenk zwischen Schienbein und Wadenbein ist ein Beispiel. Ebenfalls Amphiarthrosen sind die Gelenke zwischen den Hand- und Fußwurzelknochen.